# La Côte-aux-Fées
La Côte-aux-Fées (toponimo francese) è un comune svizzero di 491 abitanti del Canton Neuchâtel.

## Geografia fisica
Il territorio di La Côte-aux-Fées si estende nella Val-de-Travers sul massiccio del Giura all'estremità occidentale del Canton Neuchâtel, lungo il confine tra la Francia e la Svizzera; comprende una dozzina di frazioni e la principale, Les Bolles-du-Temple, ne è il centro amministrativo ed economico.

## Storia
Il comune di La Côte-aux-Fées fu istituito nel 1826.

## Monumenti e luoghi d'interesse
- Chiesa riformata, eretta nel 1658[3].

## Società

### Evoluzione demografica
L'evoluzione demografica è riportata nella seguente tabella:
Abitanti censiti

## Economia
L'economia locale si basa prevalentemente sul settore secondario: nel 1874 vi fu fondata l'azienda di orologeria Piaget, la cui sede principale fu in seguito trasferita a Ginevra ma che ha mantenuto una manifattura a La Côte-aux-Fées.